# Хитсвил (Вирџинија)
Хитсвил (енгл. Heathsville) насељено је место без административног статуса у америчкој савезној држави Вирџинија.

## Демографија
По попису из 2010. године број становника је 142.
| Група             | 2000.    | 2010.       |
| Белци             | 0 (0,0%) | 121 (85,2%) |
| Афроамериканци    | 0 (0,0%) | 16 (11,3%)  |
| Азијати           | 0 (0,0%) | 0 (0,0%)    |
| Хиспаноамериканци | 0 (0,0%) | 5 (3,5%)    |
| Укупно            | 0        | 142         |